# The Berlinian

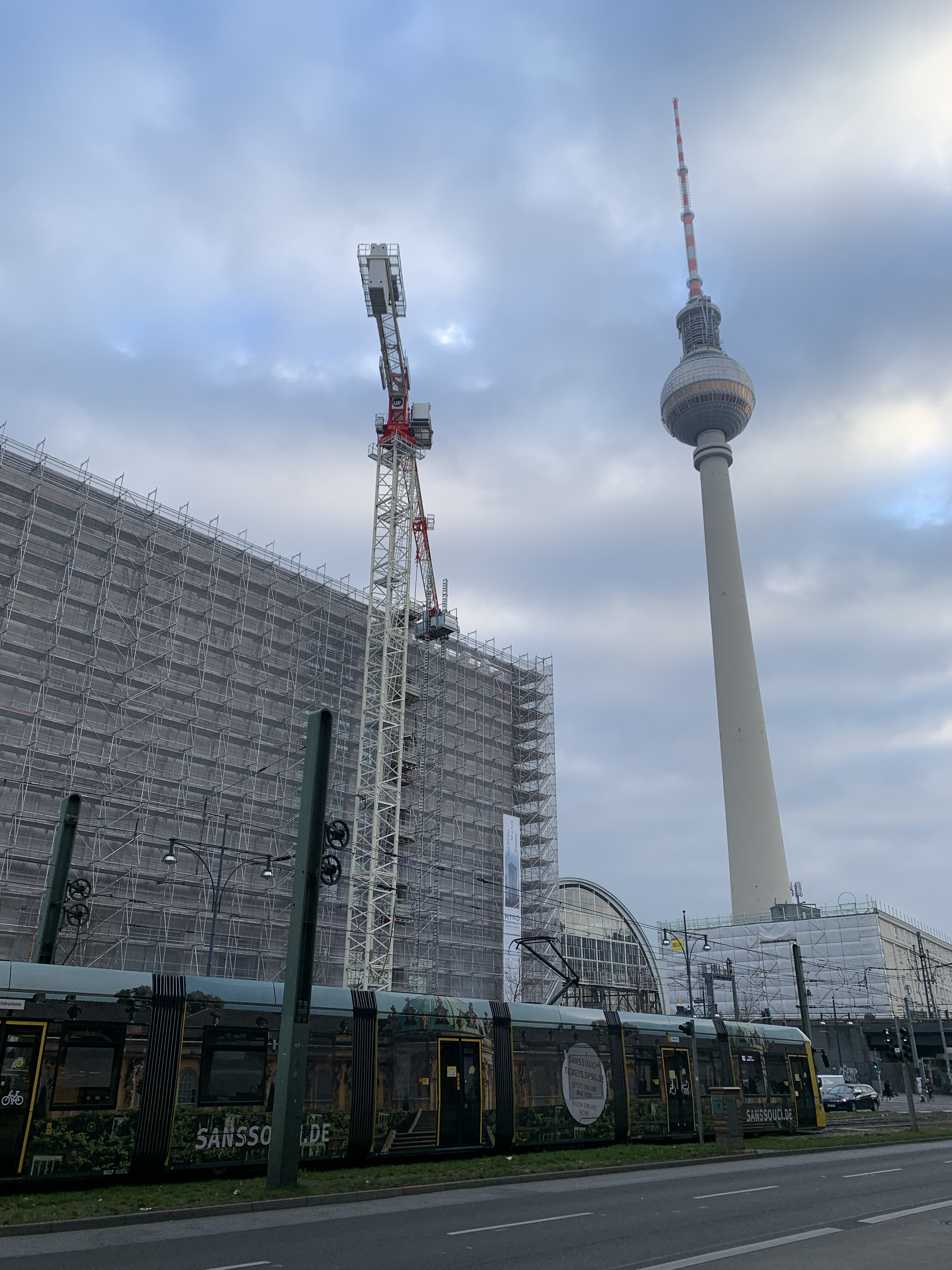
Baufortschritt (November 2021)

The Berlinian ist ein in Bau befindliches Hochhaus an der Ecke Dircksenstraße und Karl-Liebknecht-Straße in Berlin. Der 134 Meter hohe Turm mit gemischter Nutzung soll optisch in das Gebäude des Warenhauses Galeria Berlin Alexanderplatz integriert werden.

## Architektur und Nutzung
Der vom Architekturbüro Kleihues + Kleihues entworfene Hochhausbau ist optisch in das Kaufhaus integriert und soll über 33 Etagen mit 134 Meter Höhe zählen. Der Eingang ist zur Karl-Liebknecht Straße geplant.
Das Hochhaus hat rund 42.000 Quadratmeter verfügbare Fläche für Büros, Arztpraxen und Co-Working. Etwa 1000 Quadratmeter sind dem Land Berlin als „gemeinnützige Fläche“ zugesichert und stehen mietfrei/-reduziert einer öffentlichen Nutzung zur Verfügung.
Ein Teil des Galeria-Kaufhauses wurde 2021 abgerissen, um für das geplante Hochhaus Platz zu machen.
Commerz Real kaufte im ersten Halbjahr 2023 die Immobilie vom damaligen Karstadt-Eigner Signa. Signa wollte das Bauvorhaben aber bis zur ursprünglich geplanten Fertigstellung 2025 weiterentwickeln. Im April 2024 meldete die Signa-Holding jedoch Insolvenz an. Für die Durchführung des Baus ist das Unternehmen Züblin verantwortlich.